# Chasèlas
Chasèlas (en francès Chazelles) és un municipi francès situat al departament del Charente i a la regió de la Nova Aquitània. L'any 2007 tenia 1.524 habitants.

## Demografia

### Població
El 2007 la població de fet de Chazelles era de 1.524 persones. Hi havia 601 famílies de les quals 138 eren unipersonals (53 homes vivint sols i 85 dones vivint soles), 195 parelles sense fills, 227 parelles amb fills i 41 famílies monoparentals amb fills.
La població ha evolucionat segons el següent gràfic:
Habitants censats

### Habitatges
El 2007 hi havia 684 habitatges, 610 eren l'habitatge principal de la família, 24 eren segones residències i 50 estaven desocupats. 660 eren cases i 24 eren apartaments. Dels 610 habitatges principals, 480 estaven ocupats pels seus propietaris, 117 estaven llogats i ocupats pels llogaters i 13 estaven cedits a títol gratuït; 10 tenien una cambra, 32 en tenien dues, 83 en tenien tres, 212 en tenien quatre i 272 en tenien cinc o més. 535 habitatges disposaven pel capbaix d'una plaça de pàrquing. A 219 habitatges hi havia un automòbil i a 338 n'hi havia dos o més.

### Piràmide de població
La piràmide de població per edats i sexe el 2009 era:
| Homes | Edats   | Dones |
| ----- | ------- | ----- |
| 0     | 95 o +  | 4     |
| 4     | 90 a 94 | 8     |
| 4     | 85 a 89 | 4     |
| 8     | 80 a 84 | 28    |
| 24    | 75 a 79 | 28    |
| 40    | 70 a 74 | 24    |
| 28    | 65 a 69 | 28    |
| 20    | 60 a 64 | 28    |
| 36    | 55 a 59 | 36    |
| 52    | 50 a 54 | 40    |
| 76    | 45 a 49 | 52    |
| 60    | 40 a 44 | 56    |
| 52    | 35 a 39 | 76    |
| 48    | 30 a 34 | 48    |
| 40    | 25 a 29 | 40    |
| 24    | 20 a 24 | 20    |
| 72    | 15 a 19 | 52    |
| 52    | 10 a 14 | 36    |
| 48    | 5 a 9   | 40    |
| 36    | 0 a 4   | 16    |

## Economia
El 2007 la població en edat de treballar era de 1.007 persones, 738 eren actives i 269 eren inactives. De les 738 persones actives 686 estaven ocupades (376 homes i 310 dones) i 52 estaven aturades (24 homes i 28 dones). De les 269 persones inactives 114 estaven jubilades, 72 estaven estudiant i 83 estaven classificades com a «altres inactius».

### Ingressos
El 2009 a Chazelles hi havia 597 unitats fiscals que integraven 1.502 persones, la mediana anual d'ingressos fiscals per persona era de 16.960 €.

### Activitats econòmiques
Dels 59 establiments que hi havia el 2007, 2 eren d'empreses extractives, 2 d'empreses alimentàries, 5 d'empreses de fabricació d'altres productes industrials, 14 d'empreses de construcció, 10 d'empreses de comerç i reparació d'automòbils, 2 d'empreses de transport, 1 d'una empresa d'hostatgeria i restauració, 1 d'una empresa financera, 1 d'una empresa immobiliària, 10 d'empreses de serveis, 8 d'entitats de l'administració pública i 3 d'empreses classificades com a «altres activitats de serveis».
Dels 18 establiments de servei als particulars que hi havia el 2009, 1 era una oficina de correu, 2 tallers de reparació d'automòbils i de material agrícola, 1 paleta, 4 guixaires pintors, 3 fusteries, 2 lampisteries, 1 electricista, 1 empresa de construcció i 3 perruqueries.
Dels 4 establiments comercials que hi havia el 2009, 1 era una botiga de menys de 120 m², 1 una fleca, 1 una carnisseria i 1 una floristeria.
L'any 2000 a Chazelles hi havia 49 explotacions agrícoles que ocupaven un total de 1.200 hectàrees.

## Equipaments sanitaris i escolars
L'únic equipament sanitari que hi havia el 2009 era una farmàcia.
El 2009 hi havia 1 escola maternal i 1 escola elemental.

## Poblacions més properes
El següent diagrama mostra les poblacions més properes.